# Куроїсі

40°38′34″ пн. ш. 140°35′40″ сх. д. / 40.64278° пн. ш. 140.59444° сх. д.
Курої́сі (яп. 黒石市, くろいしし, МФА: [kuro.iɕi̥ ɕi]) — місто в Японії, в префектурі Аоморі.

## Короткі відомості
Розташоване в центральній частині префектури, на південному сході Цуґарської рівнини. Виникло на основі прифортового містечка раннього нового часу, що належало автономному уділу Хіросакі-хан. Отримало статус міста 1 липня 1954 року. Основою економіки є сільське господарство, рисівництво, вирощування яблук, харчова промисловість. На берегах річки Асеїсі, що протікає містом, розташовані гарячі джерела Куроїсі. Станом на 1 жовтня 2007 площа міста становила 216,96 км². Станом на 1 липня 2008 населення міста становило 37 232 осіб.